# 歐塞奇鎮區 (密蘇里州聖克萊爾縣)
歐塞奇鎮區（英語：Osage Township）是位於美國密蘇里州聖克萊爾縣的一個行政鎮區。

## 地方資料
歐塞奇鎮區的面積為99.80平方千米，當中陸地面積為94.13平方千米，而水域面積為5.66平方千米。根據2020年美國人口普查的數據，當地共有人口296人，而人口密度為每平方千米2.97人。